# Ольга Малінкевич
Ольга Малінкевич (пол. Olga Malinkiewicz; нар. 26 листопада 1982) — польський фізик, винахідниця методу виробництва сонячних комірок на основі перовськітів з використанням струменевого друку. Співзасновниця та технічна директорка компанії Saule Technologies.

## Біографія
Народилась 1982 року у Вроцлаві. Вчилась на факультеті фізики Варшавського університету, де 2005 року отримала диплом бакалавра. Після цього продовжила навчання в Політехнічному університеті Каталонії, який закінчила 2010 року. Ще під час навчання, 2009 року почала працювати в Інституті фотонічних наук. 2017 року в Інституті молекулярних наук Університету Валенсії захистила дисертацію на тему доступних та ефективних фотоелектричних комірок. 2014 року разом з двома польськими підприємцями заснувала компанію Saule Technologies (названу на честь балтійської богині сонця). У грудні 2014 року  в Бостоні представили перший роздрукований перовськіт. У березні 2015 року Saule Technologies було визнано стартапом року в Польщі. Згодом відхилила пропозицію 1 млн. євро за частку в 10% свого стартапу.
У січні 2018 року підписано контракт на будівництво панелей зі шведською компанією Skanska. Також відкрила ліцензію на партнерство з виготовлення комірок на Близькому Сході. Компанія працює з французькою Egis Group, яка проводить інкапсуляцію комірок.

## Досягнення
Працюючи в Іспанії, розробила метод, який дозволяє використовувати перовськітний матеріал на будь-якій основі, наприклад, ПЕТ-плівці. У грудні 2014 року разом з двома польськими підприємцями заснувала компанію Saule Technologies (названу на честь балтійської богині сонця), яка представила в Бостоні перший у світі друкований перовскіт. 

## Нагороди
Ще під час навчання Ольга розробила архітектуру новітніх перовськітних фотоелектричних комірок, яка дозволяє виготовлення таких пристроїв в умовах низької температури, зберігаючи при цьому їх високу ефективність. Сонячна батарея на основі перовськіта не тільки більш ефективно діє під сонячним світлом, але й здатна виробляти електрику в умовах штучного освітлення, допомагаючи «вдруге переробляти» світло всередині приміщень. 2014 року за цей проєкт отримала нагороду Студентських інновацій Photonics21, організовану Європейською комісією. На цю тему вона також написала статтю в Scientific Reports Nature Publishing Group.
2015 року отримала нагороду «Винахідник року» в категорії «Винахідники до 35 років» за версією журналу MIT Technology Review Массачусетського технологічного інституту та стала першою полькою, кому це вдалося.
11 листопада 2016 року з рук президента Польщі Анджея Дуди отримала Орден Відродження Польщі за визначний вклад в розвиток польської науки.
У березні 2020 року Ольга Малінкевич була відзначена журналом Американського хімічного товариства та визнана однією з найважливіших жінок у світі сучасних технологій. У 2021 році вона була удостоєна нагороди Planeta Lema в області технології за винахід і комерціалізацію друкованих сонячних елементів на основі перовськітів.

## Комерціалізація винаходу
Ольга Малінкевич є співавтором винаходу, охопленого патентом, тобто сонячної батареї на основі перовскіту з архітектурою, що забезпечує низькотемпературне виробництво, сумісну, серед іншого, з ПЕТ-плівкою. У 2014 році разом з Артуром Купчунасом і Пьотром Крихом заснувала Saule Sp. z o. o. (працює під назвою Saule Technologies), де вона бере участь у подальшій розробці нової технології перовскітних клітин. Ольга Малінкевич є віце-президентом правління та головним технічним директором. Метою компанії є розробка легких, гнучких, високоефективних перовскітних комірок, надрукованих на тонкій фользі, і дешевого процесу виробництва, який уможливить комерціалізацію продукту в масовому масштабі. У 2018 році Saule Technologies підписала ліцензійну угоду з міжнародною будівельною компанією Skanska на розробку продуктів, інтегрованих з будівлею (фотоелектричні фасади та фотоелектричні акустичні екрани) та впровадження їх у бізнес-сферах компанії (окремі країни Європи, Канада та США)